# Günter Hirsch
Günter Erhard Hirsch (ur. 30 stycznia 1943 w Neuburg an der Donau) – niemiecki prawnik, sędzia.
Studiował prawo na Erlandzko-Norymberskim Uniwersytecie Fryderyka Aleksandra w latach 1964–1969. Potem był asystentem na tej uczelni do 1973. W tym roku uzyskał stopień doktora, po czym przeszedł do pracy w sądownictwie w Bawarii. Od 1984 pracował w bawarskim Ministerstwie Sprawiedliwości. Od 1992 reorganizował sądownictwo w Saksonii po zjednoczeniu Niemiec. Był m.in. prezesem sądu konstytucyjnego Saksonii.
W latach 1994–2000 pełnił funkcję sędziego Trybunału Sprawiedliwości Wspólnot Europejskich. Od 15 maja 2000 do 31 stycznia 2008 był przewodniczącym niemieckiego Trybunału Federalnego. W 2008 roku został ombudsmanem do spraw ubezpieczeń.